# الساندرو لیوی
الساندرو لیوی (انگلیسی: Alessandro Livi؛ زادهٔ ۱۳ ژانویهٔ ۱۹۸۲) بازیکن فوتبال اهل ایتالیا است.
از باشگاه‌هایی که در آن بازی کرده‌است می‌توان به باشگاه فوتبال اودینزه، باشگاه فوتبال اینتر میلان، و باشگاه فوتبال آ.ث. میلان اشاره کرد.